# ویلیام تیلر
ویلیام تیلر (به انگلیسی: William A.Tiller) استاد دانشگاه و محقق علم مواد آمریکایی است. وی اول بار در فیلم سینمایی-مستند What the bleep do we know ظاهر گردید.
وی که کرسی استادی دانشگاه استنفورد آمریکا را بر عهده داشت، در سال ۱۹۹۳ خود را بازنشسته کرد تا به تحقیقات فراعلمی خود بی دغدغه بپردازد، و امروزه موسسه‌ای برای تحقیقات موضوعات خودآگاهی (consciousness) را اداره می‌کند.

## آثار و نظریات
او صاحب نزدیک به ۳۰۰ عنوان مقاله، تعداد ۵ اختراع ثبت شده، و چندین کتاب است، هم در زمینه‌های علمی و مهندسی، و هم در زمینه‌های فرا-علمی (fringe-science) مورد علاقهٔ شخصی خود. از کتب علمی وی می‌توان کتابهای زیر را نام برد:
- The Science of Crystallization: Microscopic Interfacial Phenomena
- The Science of Crystallization: Macroscopic Phenomena and Defect Generation
- Science and Human Transformation
- Some Science Adventures with Real Magic

در مشهورترین کتاب وی بنام «اعمال خلق آگاهانه: پیدایش یک فیزیک نوین» (Conscious Acts of Creation: The Emergence of a New Physics) وی بتفصیل آزمایش‌هایی را شرح می‌دهد که در آن بکمک نیت (intention) افرادی دعا گو، یک سری کمیت‌های قابل اندازه گیری تغییر پیدا کرده و سنجش می‌شوند. از نتایج و نظریات و ادعاهای مهم وی می‌توان به موارد زیر اشاره نمود:
- در یک سری آزمایش‌های، وی و همکارانش pH ظروف محتوی آب را دقیقاً به مقداری که از پیش (توسط یک گروه دعاگو) نیت شده (۱ pH برابر غلظت ده برابر) را (بر طبق ادعاهای خود) افزایش یا کاهش داده‌است.[۳]
- وی سپس با همین روش به شرح چگونگی افزایش فعالیت آنزیم ALP (و یا همان Alkaline Phosphatase) و کوآنزیم NAD (که نام اختصاری Nicotinamide adenine dinucleotide است) را  بمیزان از پیش نیت شده می‌پردازد.[۴]
- وی سپس با همین روش باعث افزایش فعالیت تولید زادوولد حشرات مگس سرکه (Drosophila melanogaster) درون محیط آزمایشگاهی می‌شود بمیزانی که باز از پیش نیت شده‌است.[۵]
- و سرانجام وی با یک سری آزمایش‌های تکمیلی نشان می‌دهد که فضا (locale) دارای خاصیت جذب نیت (intention) می‌باشد و از این خاصیت فضای خلا با نام space conditioning یاد می‌کند. بر طبق این شواهدی که او در آزمایش‌های خود از آن یاد می‌برد، فضای خلا این «بار نیت» (intentional charge) را تا مدت زیادی در خود نگاه می‌دارد.[۶]

## جستارهای مربوطه
- کارلوس کاستاندا